# 梅赫梅特·绍尔
穆罕默德·绍尔（Mehmet Tobias Scholl，1970年10月16日—）是一名前德国足球运动员，曾長時間為德國班霸拜仁慕尼黑中场球員。他曾经获得1996年的欧洲杯和欧洲联盟杯冠军以及2001年欧洲冠军杯冠军。他一共获得过8次德甲联赛冠军（均在拜仁获得）。

## 生平
史高爾出身於德國城市卡爾斯魯厄的一個土耳其裔家庭，原本姓氏為于克塞爾（土耳其語：Yüksel）。由於其母跟父親離婚並改嫁，於是改姓為史高爾（德語：Scholl）。
史高爾在出生地球會卡尔斯鲁厄展開其球員生涯。早在1992年7月已加盟拜仁慕尼黑，一共效力了十四個球季。作為攻擊角色，史高爾已為拜仁上陣達448場，取得116個入球，贏得8次德甲聯賽冠軍。2001年他更成為冠军杯冠軍隊成員。
雖然球會功績多，史高爾在國家隊卻平淡無奇，唯一稱道的是為德國國家隊贏得1996年歐洲國家杯。除此之外就沒有任何冠軍。2000年歐洲國家杯德國首圈出局，三場比賽只有一個入球，那球便是史高爾射入。隨著傷患等因素，史高爾已在2002年上半年退出國家隊。
史高爾在2006－07年季結束後退役。2007年8月15日的首届贝肯鲍尔杯成为了绍尔的告别赛，比赛双方是巴塞罗那和拜仁慕尼黑。在这场告别赛的52分钟，球队的新七号里贝里换下绍尔，宣告了这位在拜仁效力了15年的36岁老将的退役。

## 榮譽
拜仁慕尼黑
- 德國甲組聯賽冠軍：1994年、1997年、1999年、2000年、2001年、2003年、2005年、2006年；
- 德國盃：1998年、2000年、2003年、2005年、2006年；
- 德國聯賽盃：1997年、1998年、1999年、2000年、2004年；
- 歐洲冠軍聯賽冠軍：2001年；
- 歐洲足協盃：1996年；
- 豐田盃：2001年；

 德國國家隊
- 歐洲國家盃：1996年；

## 外部連結
- 史高爾球迷網站
- 拜仁慕尼黑官員網站 （页面存档备份，存于）
- Mehmet Scholl - International Appearances （页面存档备份，存于） (RSSSF)